# Anlage 1391
Anlage 1391 bzw. Facility 1391 war ein  Geheimgefängnis für „Hochrisikogefangene“, das der Nachrichtendienst der israelischen Armee betrieb und zwischenzeitlich auch vom Inlandsgeheimdienst Schin Bet nutzte. Nach Klagen ehemaliger Inhaftierter befassten sich das Oberste Gericht Israels und später die Anti-Folter-Kommission der Vereinten Nationen mit dem Geheimgefängnis, so dass es ab 2003 zum Gegenstand israelischer und internationaler Medienberichte wurde. Nach offiziellen Angaben von 2009 war die Anlage seit 2006 nicht mehr in Verwendung.

## Lage
Die Anlage 1391 befindet sich in einem Tegart-Fort auf einem Stützpunkt der für Human Intelligence (deutsch „menschliche Aufklärung“) zuständigen verdeckten Einheit 504 der israelischen Militäraufklärung Aman. Auf den meisten israelischen Landkarten fehlt jeder Hinweis, auf Luftaufnahmen wurde die Anlage unkenntlich gemacht. Die Basis liegt zwischen den Kibbuzim Barkai und Ma’anit, nach Angaben des israelischen Historikers Gad Kroizer südwestlich von Kafr-Qara, knapp zwei Kilometer von der Kreuzung der beiden Nationalstraßen  und  entfernt. Die nächste größere Stadt ist Pardes Chana-Karkur. Kroizer stieß 2004 auf eine 70 Jahre alte Karte, auf der 62 Polizeiposten aus der britischen Mandatszeit verzeichnet waren. Ein dort verzeichneter Posten namens Meretz fehlte auf allen modernen israelischen Karten. Im März 2004 veröffentlichte Kroizer einen Artikel in einer akademischen Zeitschrift, in dem er seine Annahme äußerte, bei Meretz handle es sich um Anlage 1391. Daraufhin erhielt die Redaktion des Magazins einen Anruf vom Militär, weshalb der Artikel nicht zur Zensur vorgelegt worden war.

## Geschichte
Im Zuge der israelischen Besatzung im Süden des Libanon (1985–2000) wurden in der Anlage 1391 zahlreiche aus dem Libanon entführte Libanesen von der Aman-Einheit 504 verhört und anschließend oft mehrere Jahre in Isolationshaft gehalten. Prominente Häftlinge waren ab 1989 der geistliche Führer der Hisbollah, Abdel Karim Obeid, sowie ab 1994 das frühere Mitglied der schiitischen Amal-Miliz Mustafa Dirani, die gemeinsam mit 19 weiteren Libanesen von Israel als Geiseln in der Absicht festgehalten wurden, gegen den verschollenen Luftwaffenoffizier Ron Arad ausgetauscht zu werden.
Ende 2002 brachte die israelische Menschenrechtsorganisation HaMoked den Fall einiger in Anlage 1391 inhaftierter Palästinenser vor das Oberste Gericht Israels, der Ende 2003 in einer ersten Anhörung verhandelt wurde. HaMoked verlangte die Offenlegung des Ortes des Geheimgefängnisses und machte dabei insbesondere geltend, dass die Verschleierung des Haftortes durch eine geographisch nicht lokalisierbare Haftanstaltsbezeichnung gegen Beschlüsse der UN-Generalversammlung (Resolution 43/173 von 1988) und die Genfer Konvention III verstoße und die Gefangenen daher bereits während des Verfahrens und dann auf Dauer in reguläre Haftanstalten zu verlegen seien.
Im Januar 2004 entschied das Gericht, dass die Anlage gesetzeskonform sei, verpflichtete die zuständigen Behörden aber zu regelmäßiger Unterrichtung über etwaige Häftlinge. Darüber hinaus vereinbarte das Gericht bestimmte Maßnahmen zur Einschränkung des Einsatzes der Anlage als Gefängnis, die der Geheimhaltung unterliegen.
Im August 2004 meldete das Verteidigungsministerium dem Gericht die Haft von zwei Angehörigen der Hisbollah in Anlage 1391.
2005 gab die Regierung bekannt, dass ein anschließend entlassener Häftling für über 18 Monate „unter außerordentlichen Umständen und auf Ausnahmebasis“ in Anlage 1391 inhaftiert gewesen sei.

## Foltervorwürfe
Medienberichte veröffentlichten Vorwürfe von Folter ab 2003. 2007 veröffentlichte Haaretz eine Darstellung der Folterpraktiken in der Anlage. Im 2009 veröffentlichten Bericht des UN-Ausschusses gegen Folter ersuchte dieser Israel, sicherzustellen, dass allen Beschwerden von Insassen über Folter, Misshandlungen und schlechte Haftbedingungen in der Anlage unvoreingenommen nachgegangen wird, die Ergebnisse veröffentlicht werden und Verantwortliche belangt werden.
Die Uno-Experten warfen Israel vor, palästinensische Gefangene an einem geheimen Ort auf israelischem Staatsgebiet festzuhalten und dort Verhörmethoden anzuwenden, die nicht in Einklang mit der Anti-Folter-Konvention der UN sind: Genannt werden unter anderem Schläge, Schlafentzug und das Sitzen in schmerzhaften Stellungen. Außerdem äußerte der UN-Ausschuss seine Besorgnis darüber, dass der Oberste Gerichtshof Israels trotz mehrerer Petitionen keine Veranlassung gesehen hatte, den Ort untersuchen zu lassen und den entsprechenden Behörden ein angemessenes Verhalten bescheinigt hatte, als sie sich weigerten, die Anschuldigungen über Folter, Misshandlungen und schlechte Haftbedingungen zu untersuchen.
Israel wies die Vorwürfe zurück, da sie von den israelischen Behörden untersucht und entkräftet worden seien. Zudem sei die Einrichtung seit September 2006 nicht mehr als Gefängnis genutzt worden.